# Apostolska nunciatura v Nauruju
Apostolska nunciatura v Nauruju je diplomatsko prestavništvo (veleposlaništvo) Svetega sedeža v Nauruju.
Trenutni apostolski nuncij je Charles Daniel Balvo.

## Seznam apostolskih nuncijev
- Thomas A. White (1. december 1992–27. april 1996)
- Patrick Coveney (7. december 1996–25. januar 2005)
- Charles Daniel Balvo (30. januar 2007–danes)